# Volendams Museum
Het Volendams Museum is een historisch museum in de Nederlandse plaats Volendam. Het museum heeft een vaste expositie over de Volendammer klederdracht en over historische interieurs. Het museum toont het Volendam uit de tijd tussen 1850 en 1950. De interieurs worden getoond in de Botterstraat, waar vier kamers zijn geplaatst. Deze vier kamers tonen 2 authentieke woonkamers, een winkel en een herberg. Twee interieurs worden getoond in zogenaamde appelbloesem stijl en twee tonen het gladhouten interieur. Deze interieurs komen uit de periode tussen 1815 en 1920. 
Daar Volendam een vissersdorp is, wordt ook de visserij in het museum getoond. Er zijn scheepsmodellen en in een van de zalen is een replica van het vooronder van de VD 222 ondergebracht. Er zijn ook schilderijen en beelden van kunstenaars die Volendam ooit bezocht hebben.

## Sigarenbandjeshuisje
Het sigarenbandjeshuisje is een aparte ruimte in het museum. Deze ruimte is volledig beplakt met sigarenbandjes. De ruimte is tussen 1947 en 1996 ontstaan door meer dan 11 miljoen sigarenbandjes in mozaïeken te plaatsen. Op deze manier zijn afbeeldingen van de Nederlandse provinciewapens ontstaan (op dat van Flevoland na: die provincie bestond nog niet toen dat mozaïek gemaakt werd, in 2013 is het wapen van Flevoland toegevoegd door de toenmalige conservator), alsook een aantal wereldberoemde gebouwen, kunstwerken en molens.